# ولی کوچکه
ولی کوچکه[تیردار] ، روستایی از توابع بخش الوار گرمسیری شهرستان اندیمشک در استان خوزستان ایران است.
نخستین ساکنان این منطقه از طایفه ولی‌ بهاروند بوده در واقع این منطقه سکونتگاه گرمسیری طایفه ولی بهاروند‌ بود که نام این روستا هم برگرفته از نام یکی از بزرگان این طایفه است. بعدها خانواده هایی که ارتباط نزدیکی با این طایفه داشتند(عده ای از تیره ساتیاروند ، بیرانوند ، مالزیری، دریکوند و نجفوند) به این منطقه آمدند و در طول زمان با تغییر سبک زندگی از کوچ نشینی به یکجا نشینی این روستا بوجود آمد.

## جمعیت
این روستا در دهستان حسینیه قرار دارد و براساس سرشماری مرکز آمار ایران در سال ۱۳۹۵،۱۶۷جمعیت آن نفر (۴۸خانوار) بوده‌است.